# 张惠萍
张惠萍（1970年—），甘肃兰州人，汉族，中华人民共和国政治人物、第十二届全国人民代表大会甘肃地区代表。
2013年，担任全国人大代表。